# کریستینا کوک
کریستینا کوک (انگلیسی: Kristina Cook؛ زادهٔ ۳۱ اوت ۱۹۷۰) سوارکار اهل بریتانیا است.